# Pannonia Valeria

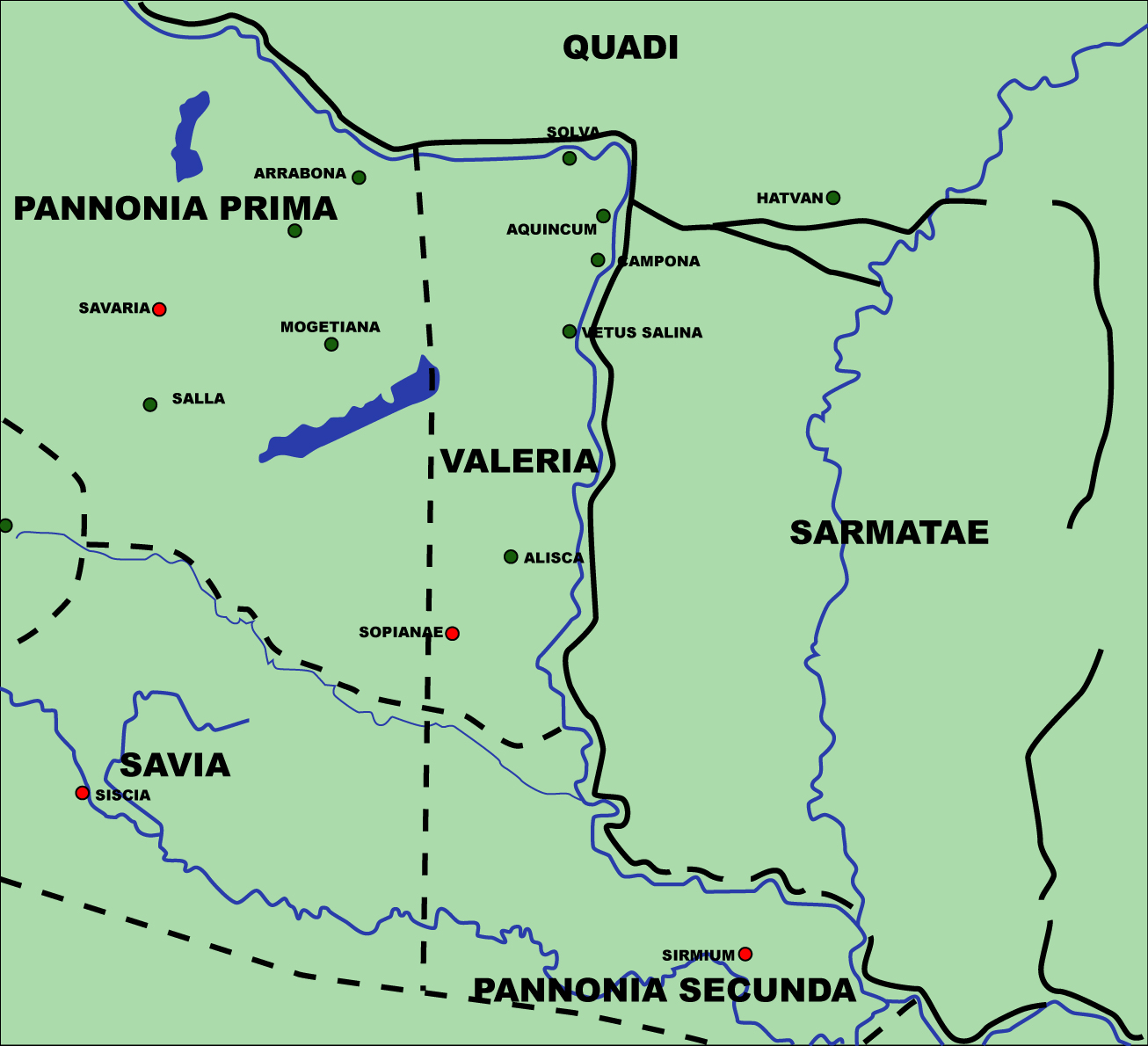
Mappa della passata Valeria, assieme ad altre regioni della Pannonia

La Pannonia Valeria o semplicemente Valeria era una provincia romana, creata nel 298 dall'imperatore Diocleziano con la divisione della Pannonia inferiore in due province, la Valeria e la Pannonia secunda. Prese il nome da Galeria Valeria, figlia di Diocleziano e moglie di Galerio.
La Valeria aveva come capitale Sopianae, la moderna Pécs (Ungheria), e si estendeva lungo il corso del Danubio da Altinum (moderna Mohács, Ungheria) a Brigetio (moderna Szőny). Era posta sotto un praeses, con sede a Sopianae, e un dux, con sede ad Aquincum, dove era anche stanziata la Legio II Adiutrix.
Nel V secolo la Pannonia fu ceduta dall'imperatore Teodosio II agli Unni.